# Parodiella hedysari
Parodiella hedysari är en svampart som först beskrevs av Ludwig David von Schweinitz, och fick sitt nu gällande namn av S. Hughes 1958. Parodiella hedysari ingår i släktet Parodiella och familjen Parodiellaceae.   Inga underarter finns listade i Catalogue of Life.